# معركة سد بيفر
معركة سد بيفر وقعت في 24 يونيه/حزيران عام 1813، أثناء حرب 1812. سارت فرقة من الأمريكان من «قلعة جورج» وحاولت أن تباغت بؤرة ارتكاز بريطانية في منطقة «سد بيفر» حيث اختبأوا في منازل ومباني بلدة كوين ستون في إقليم أونتاريو حتي صباح اليوم التالي. ويُذكر أن لاورا سيكورد، إحدي سكان بلدة كوين ستون، كانت علي دراية بهذا المُخطط الأمريكي، فسارت مسافة طويلة في طرق وَعِرة لكي تحذر القوات البريطانية الموجودة في «منزل ديكو» قُرب جامعة بروك الموجودة حاليًا. وعندما استأنف الموكب الأمريكي مسيرته كان المحاربون المحليون ينصبون لهم كمينًا. وفي النهاية استسلموا لقائد كتيبة بريطانية صغيرة. ثم سُجن حوالي 500 شخصًا من بينهم قادة مصابين إثر المعركة.

## معرض صور

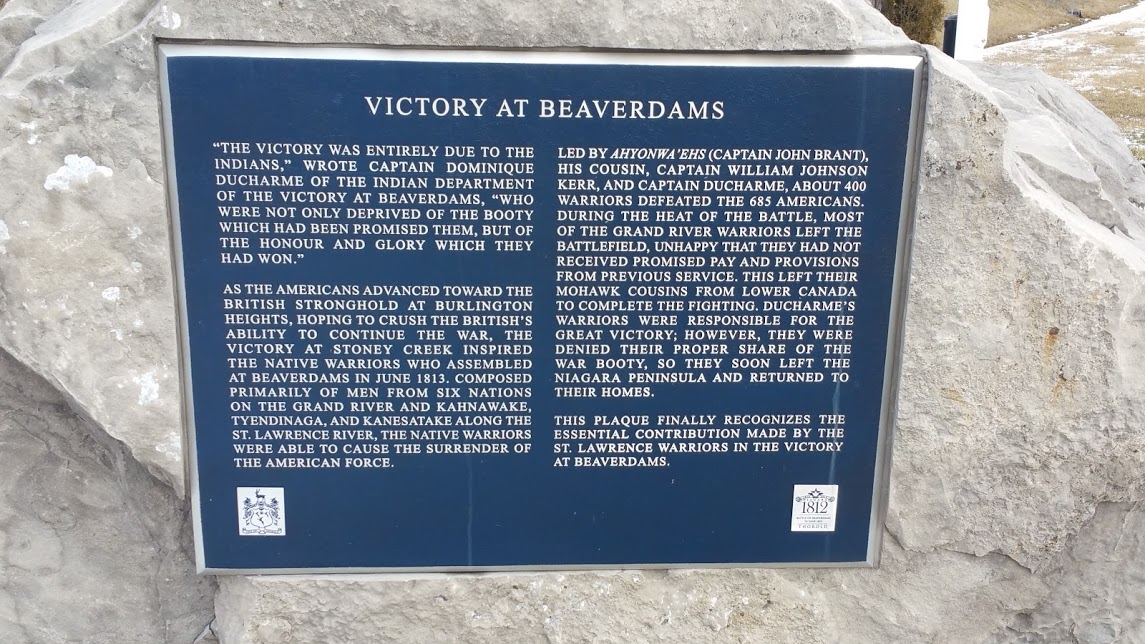
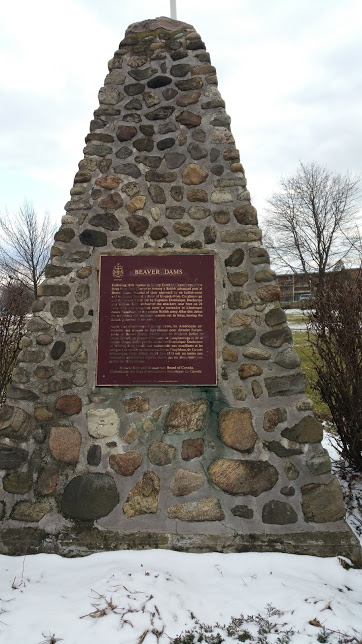
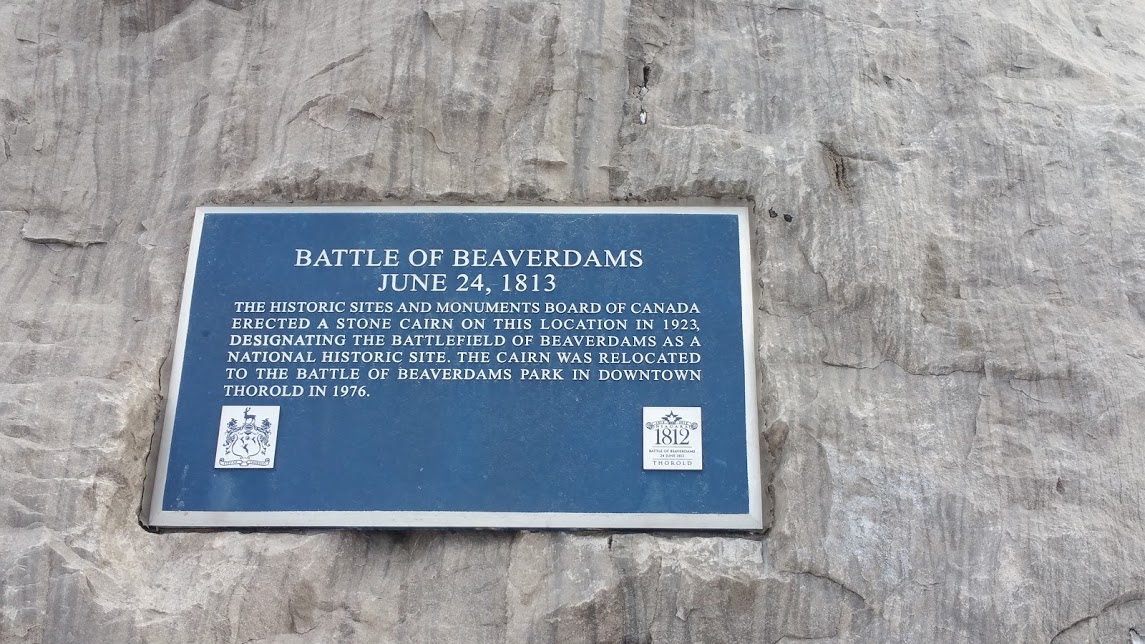
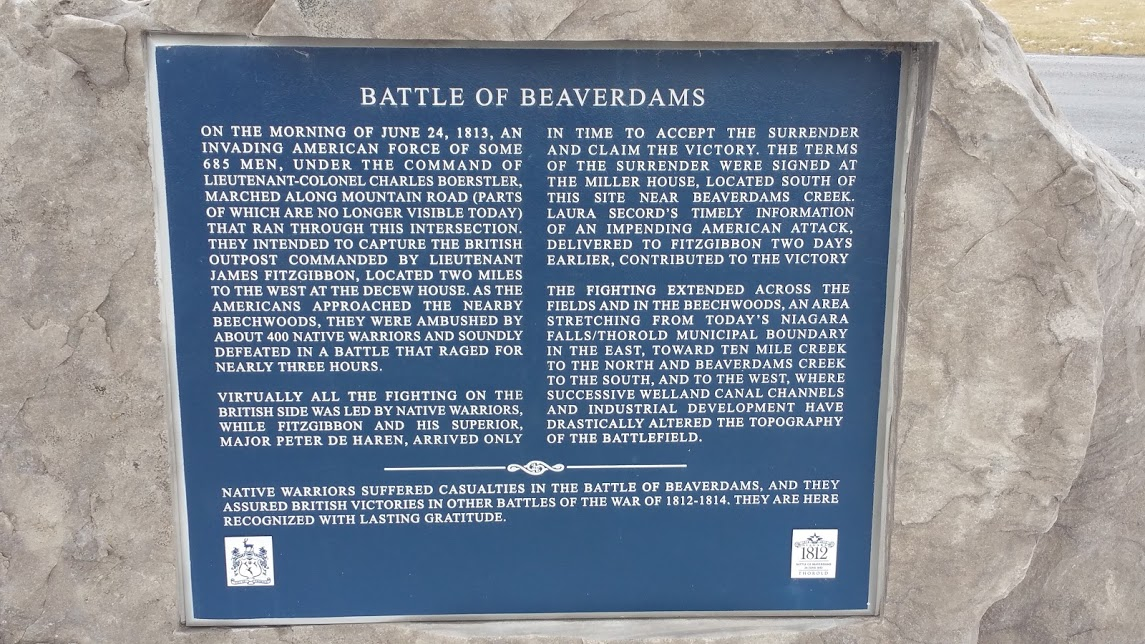
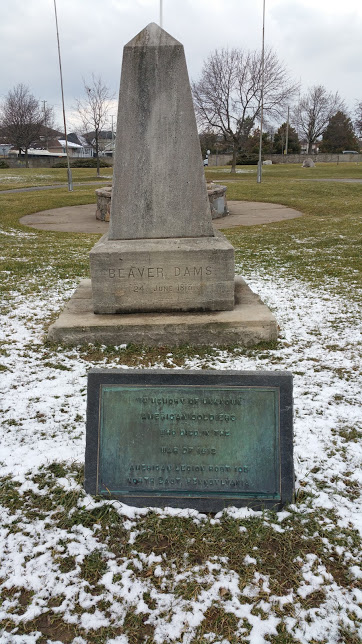

## وصلات خارجية
- الموسوعة الكندية
- Poems of the Battle of Beaverdams from the Niagara Falls Poetry Project